# Martinet de Blyth
Espèce
Synonymes
- Cypselus leuconyx Blyth, 1845
(protonyme)

Le Martinet de Blyth (Apus leuconyx) est une espèce d'oiseaux de la famille des Apodidae.

## Répartition
Cet oiseau peuple le versant sud de l'Himalaya ; il hiverne en Inde.